# Ivan Mařák
Ivan Mařák (* 26. července 1962 Uherské Hradiště) je český politik a ekolog, v letech 2008 až 2020 a opět od roku 2024 zastupitel Zlínského kraje a v letech 2012 až 2016 náměstek hejtmana. V letech 2006 až 2010 a opět od roku 2014 zastupitel města Uherské Hradiště, člen KSČM.

## Život
V letech 1980 až 1985 vystudoval Lesnickou fakultu Vysoké školy zemědělské v Brně (získal tak titul Ing.).
Následně v letech 1986 až 1994 pracoval jako samostatný výzkumný pracovník v oddělení šlechtění dřevin ve Výzkumném ústavu lesního hospodářství a myslivosti v Uherském Hradišti.
V roce 1992 začal působit jako lektor a zkušební komisař myslivosti v Okresním mysliveckém spolku v Uherském Hradišti. Od roku 1994 je ekologem státního podniku Povodí Moravy, konkrétně závodu Střední Morava se sídlem v Uherském Hradišti.
Příležitostně přednáší na školách. Od roku 2009 také působí jako člen dozorčí rady společnosti Regionální podpůrný zdroj.
Ivan Mařák je ženatý, má dvě děti.

## Politické působení
Od roku 1990 je členem KSČM.
Do politiky vstoupil, když byl v komunálních volbách v roce 2006 zvolen za KSČM do Zastupitelstva města Uherského Hradiště. Navíc byl ve volebním období 2006 až 2010 i předsedou Finančního výboru. V komunálních volbách v roce 2010 se pokoušel mandát zastupitele města obhájit, ale neuspěl. Působil také jako člen Komise pro životní prostředí Rady města Uherského Hradiště. V komunálních volbách v roce 2014 se do zastupitelstva vrátil, kdy se posunul díky preferenčním hlasům z původního 7. místa na konečné 2. místo. Ve volbách v roce 2018 mandát obhájil jakožto lídr kandidátky. Zastupitelem města byl zvolen i ve volbách v roce 2022, když jako člen KSČM vedl kandidátku subjektu „HLAS PRO HRADIŠTĚ“ (tj. KSČM a nezávislí kandidáti).
V krajských volbách v roce 2004 kandidoval za KSČM do Zastupitelstva Zlínského kraje, ale neuspěl. Krajským zastupitelem se stal až po volbách v roce 2008, kdy vedl kandidátku KSČM. Působil ve Finančním výboru a předsedal Krajskému klubu zastupitelů KSČM. V krajských volbách v roce 2012, kdy opět vedl kandidátku KSČM, mandát krajského zastupitele obhájil. V listopadu 2012 byl pak zvolen uvolněným náměstkem hejtmana Zlínského kraje pro oblasti územní plánování, životní prostředí a rozvoj venkova. Ve volbách v roce 2016 byl už po třetí lídrem kandidátky KSČM ve Zlínském kraji a mandát krajského zastupitele obhájil. Skončil však ve funkci náměstka hejtmana. V krajských volbách v roce 2020 byl opět lídrem kandidátky KSČM ve Zlínském kraji, tentokrát však neuspěl. Ve volbách v září 2024 byl z pozice člena KSČM opět zvolen zastupitelem Zlínského kraje, a to na kandidátce uskupení „STAČILO!“ (tj. koalice KSČM, ČSNS a ČSSD).
Čtyřikrát neúspěšně kandidoval za KSČM ve Zlínském kraji ve volbách do Poslanecké sněmovny PČR, a to v letech 2006, 2010, 2013 a 2021.
Ve volbách do Senátu PČR v roce 2014 kandidoval za KSČM v obvodu č. 81 – Uherské Hradiště. Se ziskem 6,98 % hlasů skončil na 7. místě a nepostoupil tak ani do kola druhého.